# 程公祠
程公祠，是位于中国山东省泰安市东平县斑鸠店镇斑鸠店村的一个清代古建筑，1986年入选东平县第二批文物保护单位。
程公祠是供奉出生于此的唐朝功臣程咬金的祠堂，始建于明朝嘉靖二十四年（1545年），清朝年间及民国18年（1929年）两次修缮，建筑东西面宽100米，南北进深50米，原祠堂已圮毁，现存一座钟楼和半埋于地下的石碑等。